# Iznogud
Iznogud (engl. He's/is not good) je junak komičnog stripa. Autori stripa su René Goscinny (tekstovi) i Jean Tabary (crteži).

## Sinopsis
Zli, ali komični veliki vezir Bagdadskog kalifata koji uporno pokušava postati kalifom i pritom ne preza ni pred čim. Ipak, planovi mu se uvijek izjalove.
Vladajući kalif, priglupi, pretili i dobroćudni Harun-el-Pusah, nikad ne shvaća što mu Iznogud sprema.
Radnja stripa se zbiva u srednjem vijeku na Bliskom istoku. Iznogudov sluga je Wa'at Alahf.